# I'll Die Anyway
I'll Die Anyway è un singolo della cantante norvegese Girl in Red, pubblicato il 17 luglio 2019.

## Tracce
1. I'll Die Anyway – 3:12